# Richmond (Metropolitano de Londres)

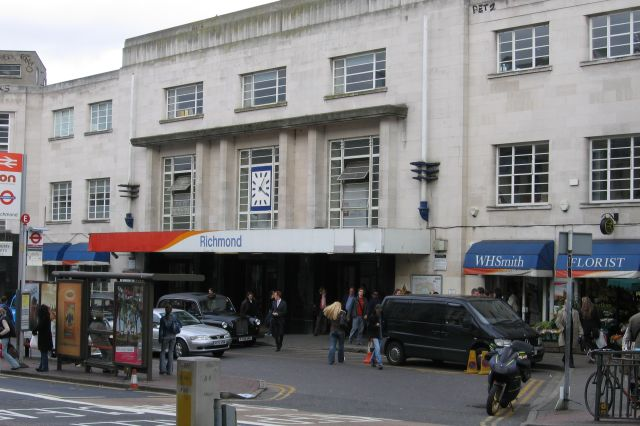
Acesso a estação.

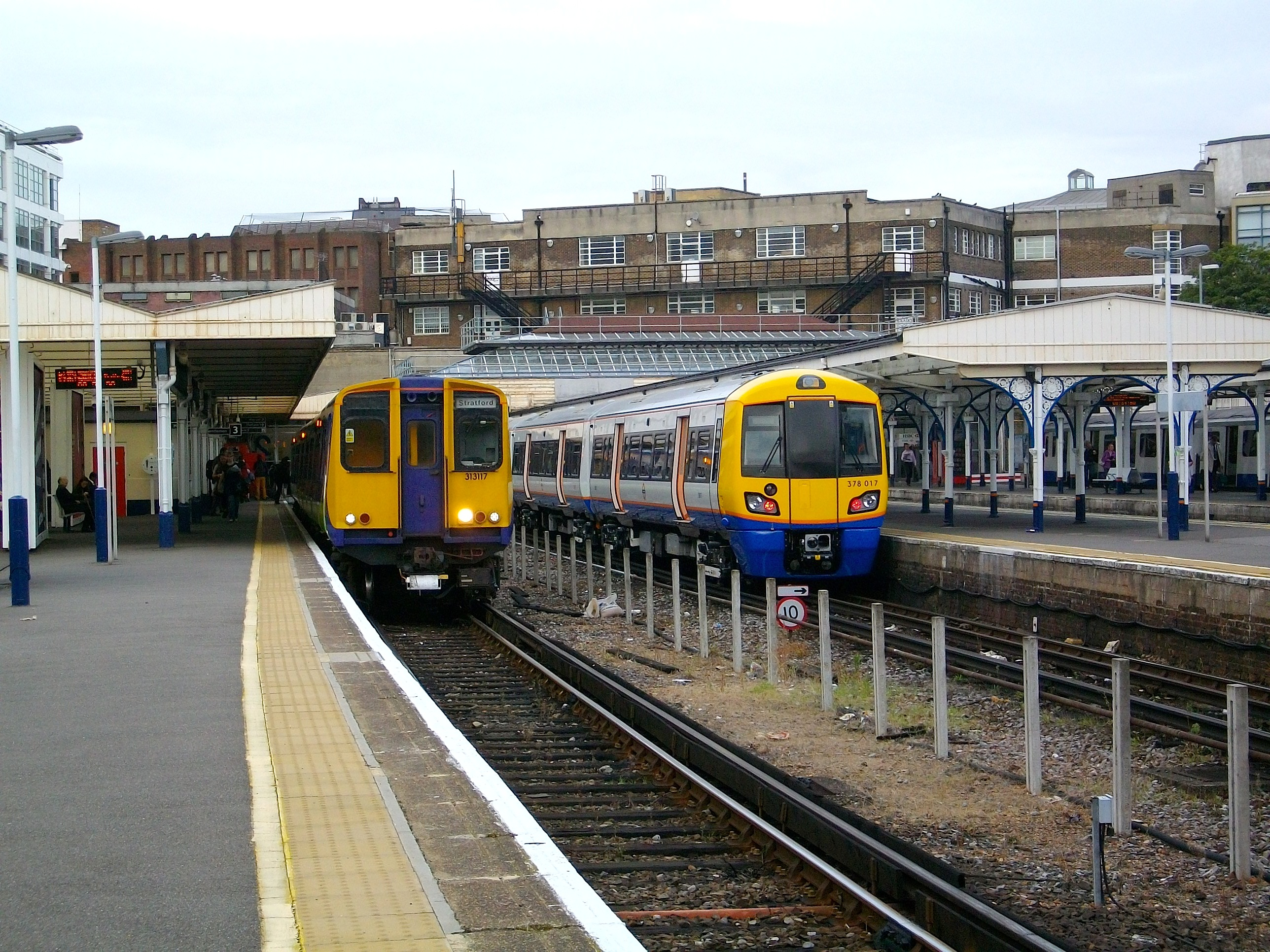
Vista da plataforma de embarque.

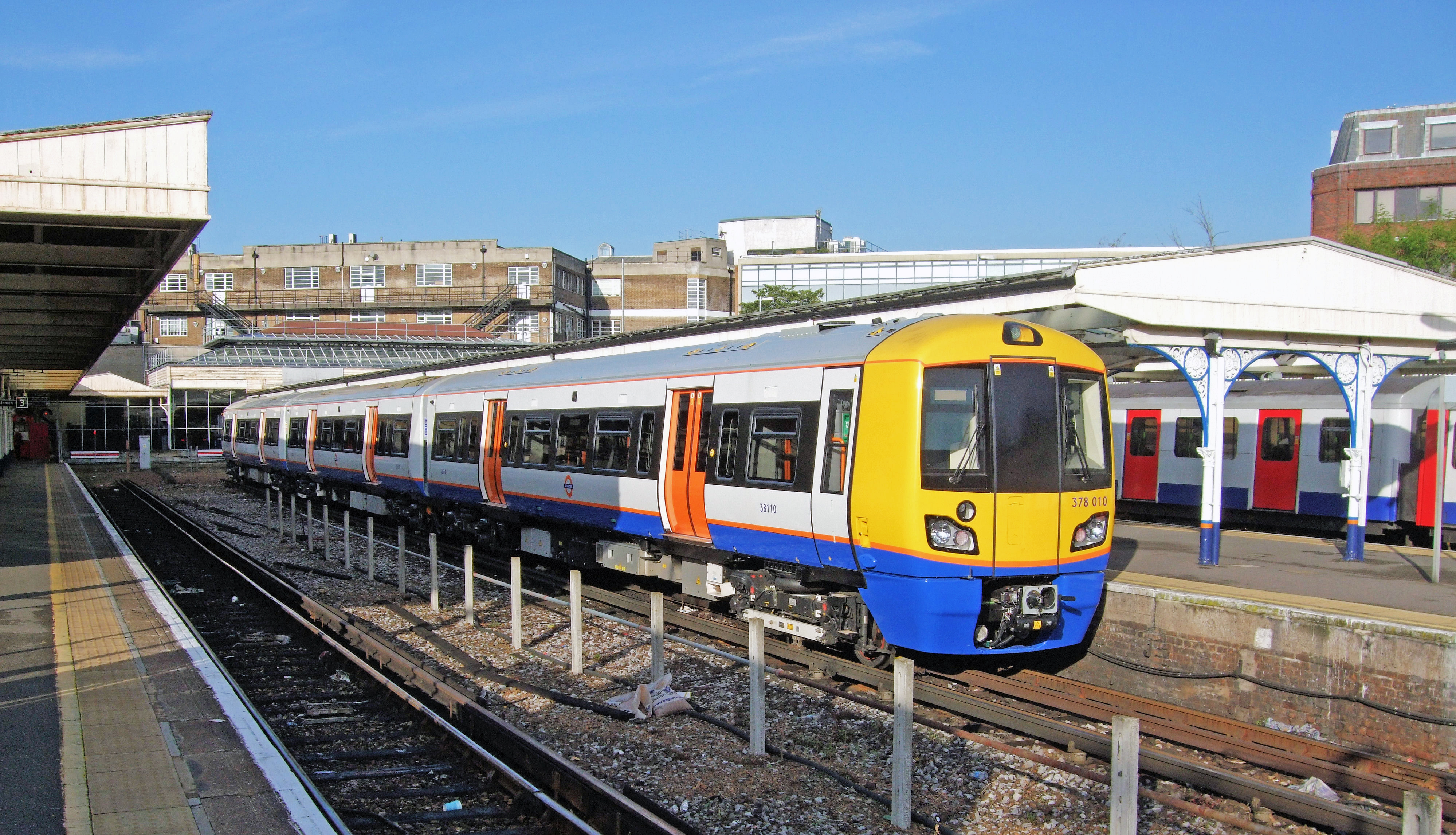
Uma trem do Overground na estação.

Richmond é uma estação ferroviária da National Rail e do Metropolitano de Londres, localizada no borough londrino de Richmond upon Thames no sudoeste de Londres. A estação é atendida pela District line do Metrô de Londres, bem como pelos trens do London Overground e da South West Trains na Waterloo to Reading Line, que fica entre as estações North Sheen e St Margarets. A estação é o terminal de linha sudoeste da District line e o terminal oeste da North London line. É operado pela Transport for London e pela South Western Railway. Para os serviços do London Overground e do Metrô de Londres, a próxima estação é Kew Gardens. Em 2014, 8,45 milhões de passageiros do metrô usaram a estação, além de 9,768 milhões de passageiros ferroviários.

## Arquitetura
O prédio da estação construído em 1937, foi projetado por James Robb Scott e utilizou cimento Portland. O estilo Art Déco de sua fachada inclui um relógio quadrado. A área em frente à entrada principal da estação foi transformada para circulação exclusiva de pedestres em 2013 e inclui um memorial de guerra ao soldado Bernard Freyberg, que nasceu em Richmond.

## História
A Richmond and West End Railway (R&WER) inaugurou a primeira estação em Richmond em 27 de julho de 1846, como o terminal de sua linha de Clapham Junction. Esta estação ficava em um local ao sul das atuais plataformas de passagem, que mais tarde se tornou um pátio de mercadorias e onde um estacionamento de vários andares agora fica. A Windsor, Staines and South Western Railway (WS&SWR) estendeu a linha para o oeste, realocando a estação para o lado oeste do The Quadrant, nos trilhos estendidos e ligeiramente a oeste das atuais plataformas de passagem. Tanto a R&WER quanto a WS&SWR eram empresas subsidiárias da London and South Western Railway (L&SWR).